# Peter Vermeersch (musicus)

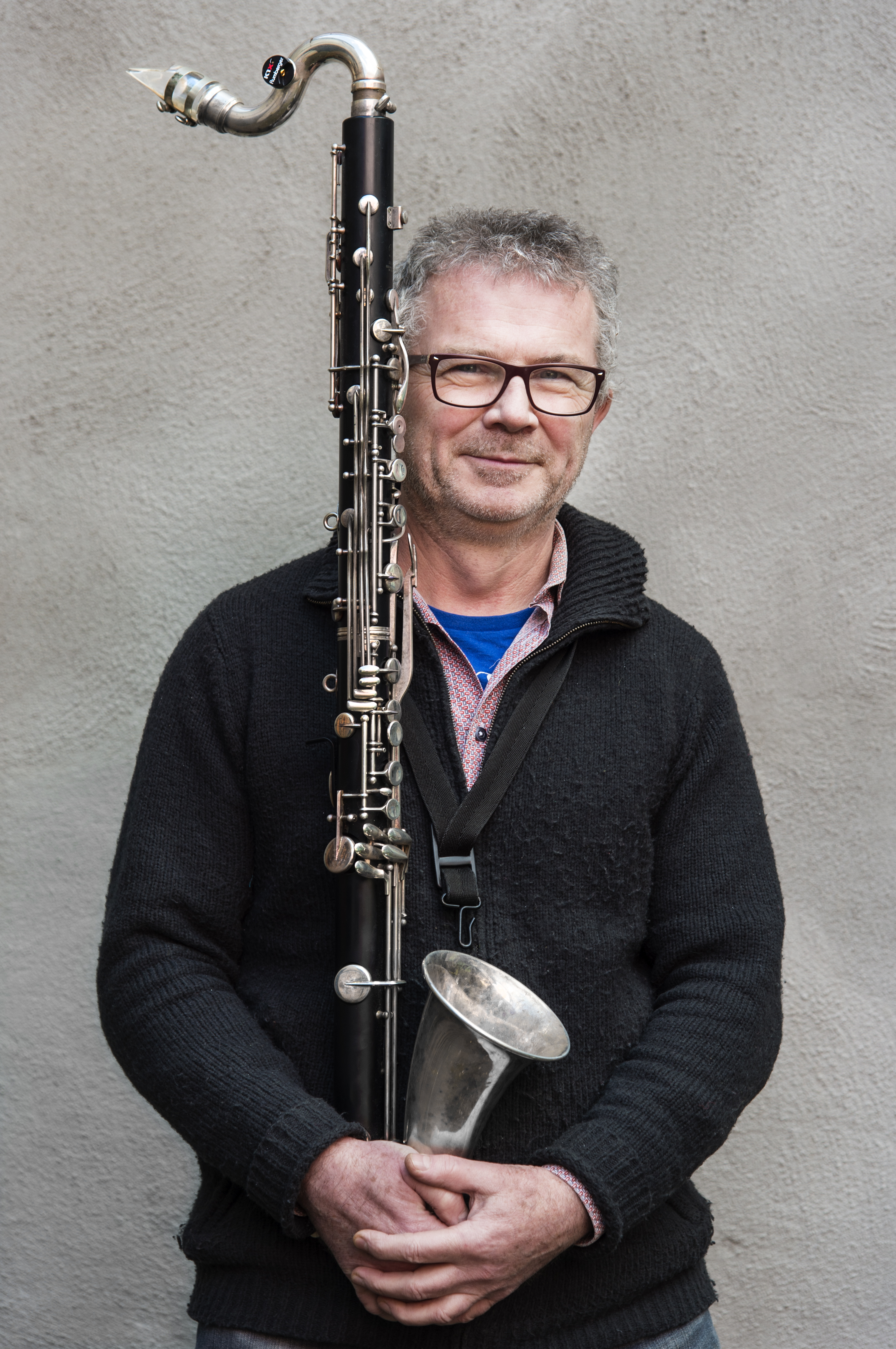
Peter Vermeersch (maart, 2019).

Peter Vermeersch (Waregem, 1959) is een Belgische componist, klarinettist, saxofonist en producer.
Hij is de hoofdfiguur in verschillende Belgische bands zoals X-Legged Sally, A group en Flat Earth Society. Zijn composities zijn vaak in opdracht voor, of gebruikt door moderne dansgezelschappen.
Als producer werkte hij mee aan het eerste album van Belgiës rock- en indieband dEUS.

## Vroege carrière
Peter Vermeersch kwam niet meteen in de wereld van de klassieke muziek terecht.
Hij begon met een opleiding als architect, maar koos uiteindelijk voor een carrière als muzikant-componist. Tijdens en na zijn studies speelde Vermeersch reeds klarinet en saxofoon in de groep Union. Begin jaren '80 kwam Union in contact met theatergroep Radeis, waar Josse De Pauw (uit Radeis) Vermeersch in contact bracht met cineast Thierry De Mey. Die vormde voor Vermeersch de stimulans om muziek te schrijven. Hij werkte ook samen met Kamagurka & De Vlaamse Primitieven.
De dansvoorstelling Rosas danst Rosas uit 1983 van Anne Teresa De Keersmaeker was een cruciaal punt in de ontwikkeling van Vermeersch. Die dansvoorstelling bleek een forum voor voor verschillende muzikant-componisten zoals Walter Hus, Thierry De Mey en Eric Sleichim. Samen vormden zij in 1984 de groep Maximalist!. Daarnaast componeerde hij ook muziek voor dansproducties van Ultima Vez.

## Bands
Na vijf jaar werd Maximalist! in 1989 ontbonden en stichtte Vermeersch de groep X-Legged Sally. XLS was in zekere zin de laatste Belgische prog-rockband, maar op een andere manier was het de eerste band van de nieuwe Belgische scene. Begin 1997 besloot Peter Vermeersch om X-Legged Sally op te splitsen om zich verder te kunnen toeleggen op de twee componenten die hij tot nu toe in één groep verenigd had: rock en improvisatie. Enerzijds had je A group, een kleinere groep dat tot 1999 bleef bestaan en anderzijds heb je Flat Earth Society, een 17-koppige big band. Flat Earth Society is Vermeersch' huidige hoofdproject.

## Composities
Op zowel klassieke, avantgarde- als jazzpodia voelt Vermeersch zich als componist thuis. Hij schreef muziek voor het Arditti Quartet, Spectra Ensemble, Spiegel Quartet en Smith Quartet, maar deelde ook het podium met Jazzwork from Berlin, avant-garde gitarist Fred Frith en punkgroep The Simpletones.
Daarnaast schreef Vermeersch voor muziekproducties, film, theater, dans en zelfs opera. Hij werkte samen met Anne Teresa De Keersmaeker , Wim Vandekeybus, Josse De Pauw, Charlie Degotte, Willy Thomas, Dito' Dito, Radeis, Nieuwpoorttheater, Theater Antigone, Zuidpooltheater, de Roovers, e.a.
Vermeersch is ook actief in het Belgische rockmilieu: hij stond, samen met XLS-gitarist Pierre Vervloesem, in voor de productie van de eerste cd van DEUS, schreef arrangementen voor Soapstone en Arno, produceerde verder nog cd’s van Think of One, Mad Dog Loose en L-Santo, etc. Als componist/muzikant werkte hij ook mee aan de eerste cd van Magnus. Hij is als producer enorm actief geweest, onder meer voor artiesten als Tom Barman en Raymond van het Groenewoud.
Ook was Peter Vermeersch van 2004 tot 2006 de eerste stadscomponist van Gent.

## Nominaties
Peter Vermeersch is met de muziek die hij schreef voor de Nederlandse speelfilm "Minoes", naar het jeugdboek van Annie M.G. Schmidt, genomineerd in de categorie 'Ontdekking van het Jaar' van de World Soundtrack Awards 2002.

## Discografie
Deze discografie omvat geen albums van de bands van Vermeersch, maar albums die hij voor zichzelf heeft geschreven of in opdracht voor:
- Rosas danst Rosas (1983)
- Immer das Selbe Gelogen (1991)
- Music Hall (1996)
- De Oplosbare Vis (1996)
- Weg (1999)
- Charms (2000)
- Zwerk (2014)

## Werken
Het werk van Vermeersch sluit nauw aan bij de populaire genres en ligt in de lijn van de "New Simplicity" (met b.v. Michael Nyman), een stijl die in Vlaanderen de term "Nieuwe Eenvoud" kreeg toebedeeld. Onder die noemer valt de muziek die op een vrijere manier omspringt met de aanvankelijk zeer rigoureuze repetitieve en minimale muziek uit de Verenigde Staten.

### Muziek voor theater en dans
- Echafaudages (Radeis, met Union, 1981)
- Rosas danst rosas (met Thierry De Mey, Anne-Theresa Dekeersmaecker & Rosas, 1983)
- Usurpation (Josse De Pauw, 1985)
- What the Body Does Not Remember (met Thierry De Mey, Wim Vandekeybus & Ultima Vez, 1987)
- Ward Comblez, he do the life in three voices (Josse De Pauw, 1989)
- Le poids de la main - live music (metThierry De Mey, Wim Vandekeybus & Ultima Vez, 1990)
- Immer dasselbe gelogen (Wim Vandekeybus & Ultima Vez, 1991)
- Her body doesn't fit her soul (Wim Vandekeybus & Ultima Vez, 1993)
- Mountains made of barking (Wim Vandekeybus & Ultima Vez, 1994)
- De oplosbare vis/The Soluble Fish (Walpurgis ensemble, 1996)
- Music-Hall, song cycle on poems door Paul Van Ostaijen (chamber orchestra, soprano and baritone, 1996)
- Bereft of a blissful union - live muziek(Wim Vandekeybus & Ultima Vez, 1996)
- Oorsmeersessions (voor Flat Earth Society en circus artiesten, 1997)
- Charms - op gedichten van Daniil Charms (accordeon, slagwerk, klarinet, soprano) (november 1997)
- Trage Kogels/Slow Bullet (Nieuwpoorttheater, theater Antigone & theater Zuidpool, 2000)
- Weg (Josse De Pauw, 1999)
- Larf (Josse De Pauw, 2000)
- Heliogabal (big-band opera, 2003)
- Mé Gusta (Laika Antwerpen 2008)

### Filmmuziek
- De stille oceaan/The Pacific Ocean (Digna Sinke, 1984)
- De tocht/The Journey (live muziek voor de kortfilm van Hendryckx-Dehollander)
- The way of the weed ("Digital Dancefilm" van Misotten-Quirijnen-Lambrechts)
- Vinaya (De Pauw - Van Kraaij, 1992)
- Brussels Midnight (Van den Berghe, 1998)
- Brasschaet (film van Jules Van Volxem, 1932, composition 1998)
- Minoes (Vincent Bal, 2002)
- De Oesterprinses/The Oyster Princess (film van Ernst Lubitsch, 1919, compositie 2005)

### Muziek
- X pieces for small orchestra (kamerorkest)
- 3 or 2 portraits of a drowning person (strijkkwartet)
- Doppler quintet (strijkkwartet + klarinet, 1992)
- Rain brings back the dust
- Wegener quartet (strijkkwartet+ klarinet)
- Für Rumpelstilzchen (ensemble for ChampdAction, 1993)
- The purple cucumber (1995)
- We beginnen vanaf maat 158 (8 tuba's + piccolo)
- Slow surfer on a turd stream (compositie voor 17 muzikanten, voor 'November Music')
- Stukken (strijkkwartet, voor De Singel/Arditi String Quartet)
- November Music International (maart, Harelbeke Brass Band)
- 's Nachts Brede Opklaringen (strijkkwartet, Spiegel Strijkkwartet)

- Bibsys: 14005756
- Biblioteca Nacional de España: XX5340327
- Bibliothèque nationale de France: cb147035768 (data)
- International Standard Name Identifier: 0000 0000 8006 9673
- Library of Congress Control Number: n97845925
- MusicBrainz: c4e99b03-e1e2-4a4a-a48b-ebedd1471312
- Nationale Bibliotheek van Israël: 987007426632505171
- Système universitaire de documentation: 147076285
- Virtual International Authority File: 94963183
- WorldCat: E39PBJvRRqjwKkX6T77tYwjgrq